# Gruppo della blödite
Il gruppo della blödite è un gruppo di minerali con formula generica Na2M(SO4)2·H2O dove M = Mg, Ni, Zn.

## Minerali del gruppo della blödite
- Blödite
- Changoite
- Leonite
- Mereiterite
- Nickelblödite